# Commandant en second
Un commandant ou officier en second est, en général, l'officier qui assiste le commandant d'un bâtiment de la Marine nationale. Il est également désigné fonctionnellement comme son remplaçant immédiat en cas de défaillance de celui-ci.

## Royaume-Uni
Le terme « XO » (abréviation pour « Executive officer ») n'est pas utilisé dans l'armée britannique ni dans les Royal Marines. À sa place, on rencontre, en tant qu’appellation officielle, la désignation de « second-in-command » (abrégé en « 2i/c »). Dans la Royal Air Force, le terme « XO », se référant à l'officier qui assume le commandement en second, est utilisé de manière informelle entre les officiers et les aviateurs. Le terme « XO » est cependant officiellement utilisé dans la Royal Navy. À bord des plus petits vaisseaux, tels que les sous-marins, les petites frégates, ou les bâtiments de lutte contre les mines, la fonction de commandant en second (ou d'officier en second) est détenue par le plus ancien des officiers subalternes, appelé « premier lieutenant » (« first lieutenant »).
À l'origine, le commandant en second était généralement désigné comme premier lieutenant (ou « number one »), même s'il est de plus en plus fréquent d'entendre (et d'employer) le terme « XO », d'inspiration américaine. Sur les grands bâtiments de la Royal Navy, à bord desquels le XO détient le grade de capitaine de frégate (commander), le XO est habituellement simplement appelé « the commander ».

## France
Dans la marine française, le "second" d'un bâtiment est appelé « commandant en second » s'il est officier supérieur (cas des grands bâtiments ou des grandes unités et bases à terre), ou « officier en second » s'il est officier subalterne (cas des petits bâtiments ou des petites unités et bases à terre). 
Dans la Marine marchande, il est le "second capitaine". 